# Vitim
Vitim (rusky Витим) je řeka v Burjatské republice na její hranici se Zabajkalským krajem, v Irkutské oblasti a v Jakutské republice v Rusku. Je dlouhá od soutoku zdrojnic 1 837 km a od pramene Vitimkanu 1 978 km. Povodí řeky je 225 000 km².

## Průběh toku
Za začátek řeky je považován soutok zdrojnic Vitimkan a Čina, z nichž první pramení v na Ikatském hřbetu, zhruba 370 km severovýchodně od města Ulan-Ude. Odtéká k jihu a na horním a středním toku obtéká Vitimskou plošinou v hluboké dolině s charakterem soutěsky, stáčí se k severovýchodu a tvoří přirozenou hranici Burjatské republiky a Zabajkalského kraje a po ní pokračuje skrze Stanovou vysočinu, kde překonává Jihomujský hřbet a dostává se do Mujskokuandinské kotliny. U města Usť-Muja ji kříží Bajkalsko-amurská magistrála. Při překonávání Severomujského a Deljun-Uranského hřbetu vytváří významné peřeje známé pod jmény Paramská, Deljun-Oronská a dostává se do východní části Irkutské oblasti, stáčí svůj tok k severozápadu a za Bodajbem se stáčí k severu. Pod přístavem Voroncovka opouští hory, dolina se rozšiřuje a do Leny se vlévá zprava u Vitimu dvěma rameny, přičemž vytváří deltu.

### Přítoky
- zprava – Kopda, Karenga, Kalakan, Kalar, Bodajbo
- zleva – Cipa, Muja, Mamakan, Mama

## Vodní režim
Zdrojem vody jsou převážně dešťové srážky. Průměrný průtok u Bodajba činí 1 530 m³/s a v ústí 2 000 m³/s. Charakteristická jsou zvětšení průtoku od května do října s vzestupem vodní hladiny 8 až 10 m. Nejvyšší průměrný měsíční průtok je v červnu, kdy dosahuje až 4 900 m³/s a naopak v březnu a dubnu méně než 80 m³/s. Zamrzá na začátku listopadu a rozmrzá ve druhé dekádě května. Nad vesnicí Kalakan často promrzá až do dna na 100 až 120 dní.

## Využití
Největším sídlem, které se podél toku řeky nachází, je město Bodajbo, od něhož k ústí je udržovaná pravidelná vodní doprava. Výše k vesnici Kalakan probíhá nákladní doprava na lodích zvaných karbas. V povodí řeky se nacházejí naleziště zlata a slídy.